# Jumok
Jumok is een bestuurslaag in het regentschap Bojonegoro van de provincie Oost-Java, Indonesië. Jumok telt 3202 inwoners (volkstelling 2010).